# Moses Mbye

a Compétitions nationales et continentales officielles uniquement.

b Matchs officiels uniquement.
Moses Mbye, né le 13 août 1993 à Brisbane (Australie), est un joueur de rugby à XIII australien  d'origine gambienne au poste de centre, de talonneur, de demi de mêlée, de demi d'ouverture ou d'arrière dans les années 2010. Il fait ses débuts en National Rugby League en 2014 avec les Bulldogs de Canterbury-Bankstown où il atteint avec ce club la finale de la NRL en 2014 puis rejoint au cours de la saison 2018 les Wests Tigers. Il connaît également des sélections pour le State of Origin avec le Queensland à partir de 2019.

## Palmarès
- Collectif :
  - Finaliste de la National Rugby League : 2014 (Canterbury-Bankstown ).

## Détails

### En club
| Saison | Club                          | Compétition           | Matchs | Points | Essais | Buts | Drop |
| ------ | ----------------------------- | --------------------- | ------ | ------ | ------ | ---- | ---- |
| 2014   | Canterbury-Bankstown Bulldogs | National Rugby League | 9      | 0      | 0      | 0    | 0    |
| 2015   | Canterbury-Bankstown Bulldogs | National Rugby League | 23     | 44     | 3      | 15   | 0    |
| 2016   | Canterbury-Bankstown Bulldogs | National Rugby League | 25     | 100    | 9      | 32   | 0    |
| 2017   | Canterbury-Bankstown Bulldogs | National Rugby League | 23     | 44     | 2      | 18   | 0    |
| 2018   | Canterbury-Bankstown Bulldogs | National Rugby League | 14     | 84     | 3      | 36   | 0    |
| 2018   | Wests Tigers                  | National Rugby League | 9      | 12     | 3      | 0    | 0    |
| 2019   | Wests Tigers                  | National Rugby League | 9      | 4      | 1      | 0    | 0    |